# Голверд
Голверд (нід. Holwerd) — село в нідерландській провінції Фрисландія. Входить до муніципалітету Північно-Східна Фрисландія.
Його площа становить 18,42км², а населення станом на 2021 рік складало 1 595 осіб.
Перша згадка про населений пункт датується початком 11-го сторіччя.

## Галерея

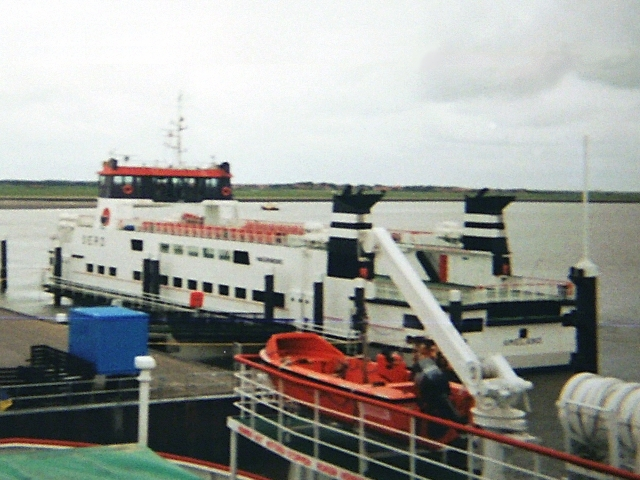
Паром
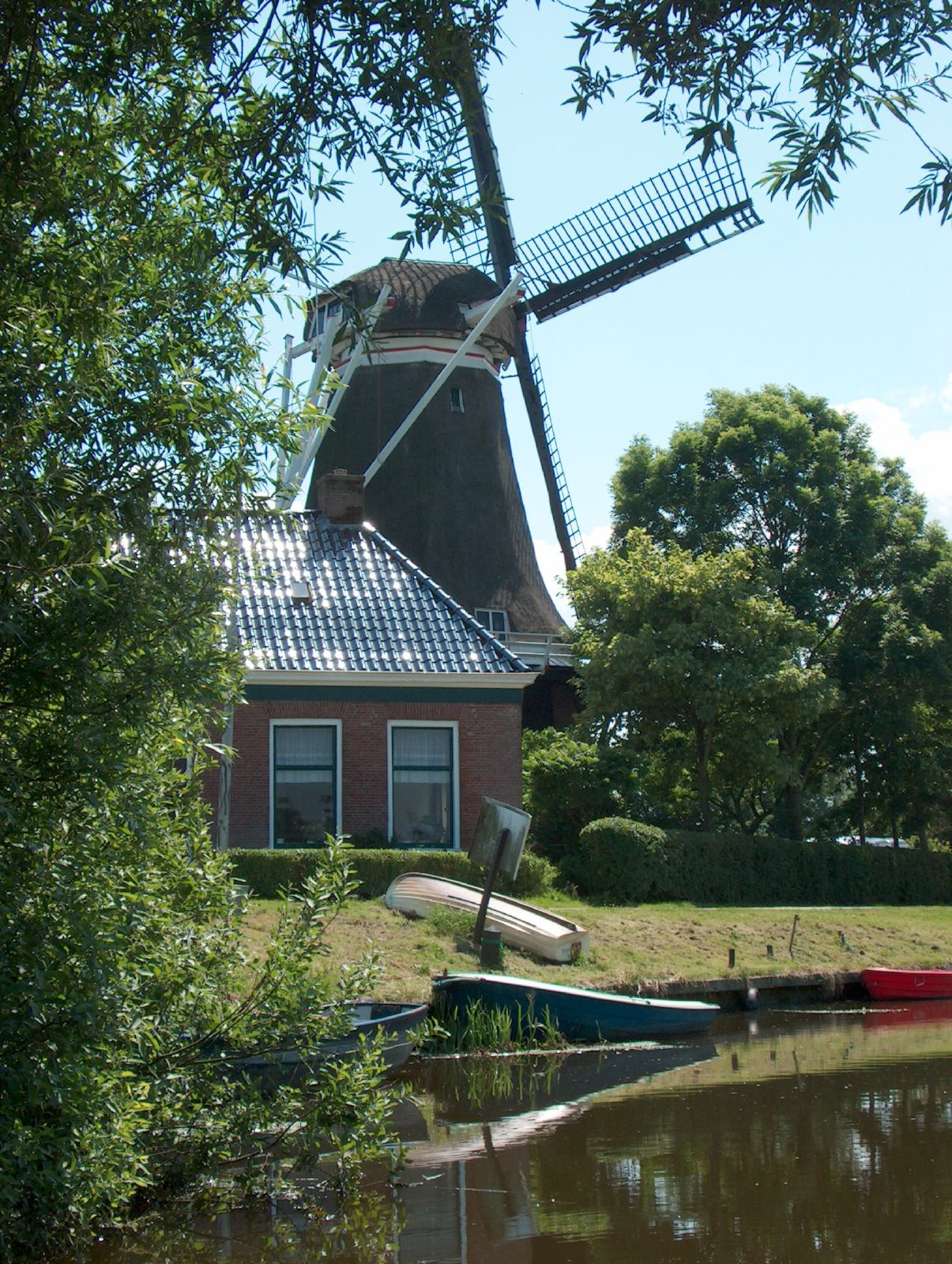
Вітряк у селі
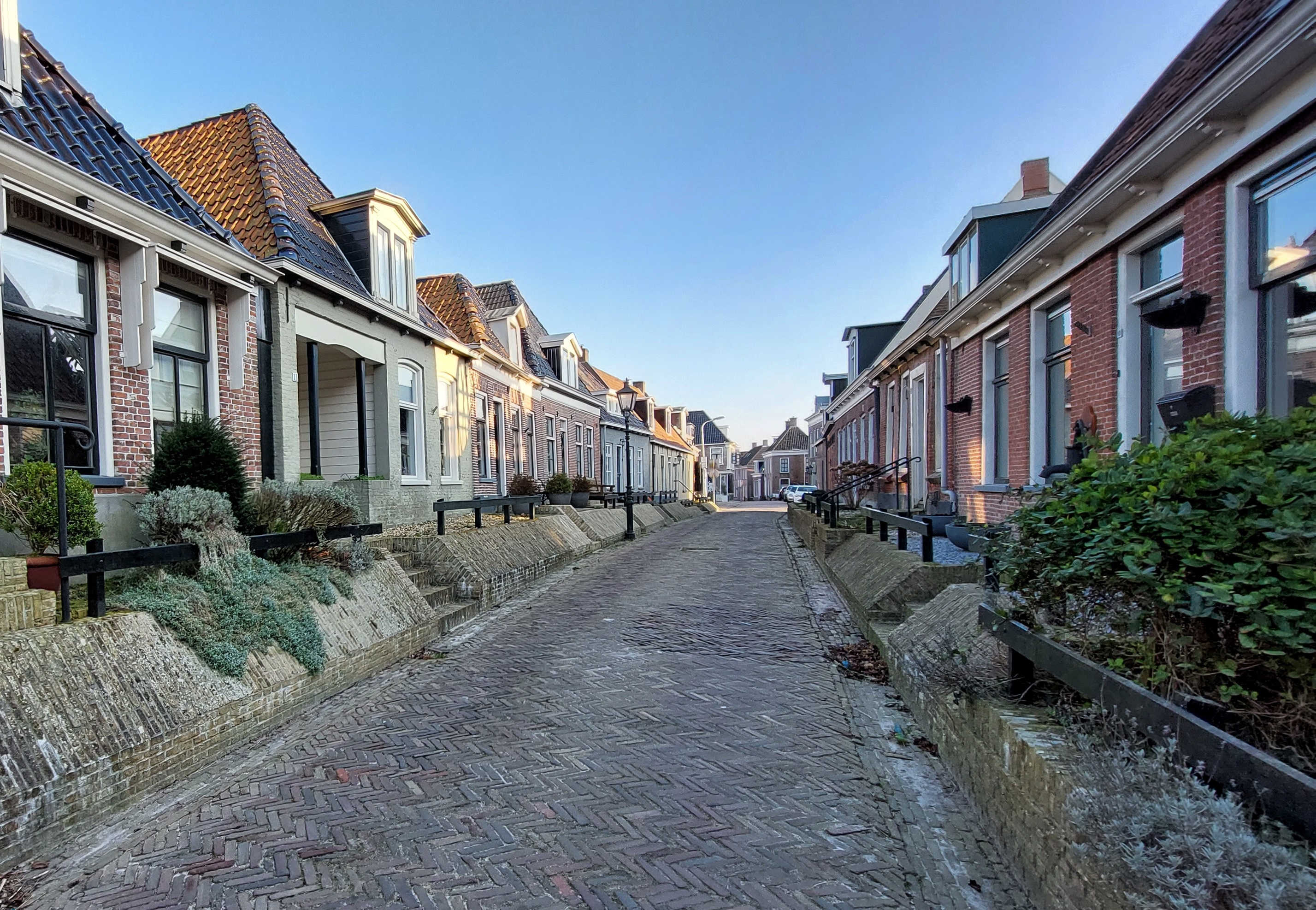
Вулиця Голверда